# Франс ван дер Люгт
Франс ван дер Люгт (Pater Frans, Отець Франс; нід. Franciscus Joseph Wilhelmus (Frans) van der Lugt; 10 квітня 1938 — 7 квітня 2014) — нідерландський священник-єзуїт, який створив громадський центр та ферму поблизу міста Хомс, Сирія. Застрелений ісламськими екстремістами у саду громадського центру в 2014 році.

## Життєпис
Отець Франс ван дер Люгт ТІ народився 10 квітня 1938 року в Нідерландах. До ордену єзуїтів вступив у 1959 році. Від 1966 року жив та працював у Сирії.
Ван дер Люгт створив громадський центр та ферму в 1980 році, центр Аль-Ард, неподалік від міста Хомс. На фермі були виноградники та сади, в яких значну частину роботи виконували люди з обмеженими можливостями.

### Вбивство
В понеділо о 9:30, 7 квітня 2014 року в монастир єзуїтів у Хомсі зайшов вбивця, який вивів отця на вулицю і двічі вистрілив йому в голову, прямо перед будинком. Він став другим єзуїтом, який став жертвою війни в Сирії: Паоло Далль'Оліо був викрадений в 2013 році.
Люгту неодноразово пропонували покинути Хомс, облога якого тривала вже два роки, однак він відмовлявся. Священник пояснював, що хоче розділити біди з сирійським народом і допомогти місцевим християнам. Жителі міста, яке знаходилось в облозі, потерпали від нестачі їжі й ліків.